# Afonso Rodrigues (mártir)
Santo Afonso Rodrigues, que nasceu Alfonso Rodriguez, na cidade de Zamora a 10 de março de 1598, foi um sacerdote jesuíta espanhol morto como mártir na recém-fundada redução de Caaró, no Rio Grande do Sul a 15 de novembro de 1628.
Estudou em Salamanca, onde ingressou na Companhia de Jesus, sendo mandado para Villagarcía como noviço. Ali se ofereceu para trabalhar nas missões do Novo Mundo, embarcando para a América em 2 de novembro de 1616, junto com mais 37 companheiros, dentre os quais estava o padre Juan del Castillo. Após viagem cheia de perigos, aportaram na Bahia e logo seguiram para Buenos Aires, onde chegaram em 15 de fevereiro de 1617.
Continuou seus estudos em Córdoba, onde também lecionou. Foi ordenado em fins de 1623 ou início de 1624, sendo designado para a evangelização dos índios guaicurus. Entre eles ficou oito meses, passando depois para a redução de Itapuã.
Em 1 de novembro de 1628, juntamente com o padre Roque Gonzales de Santa Cruz, fundou a redução de Caaró, onde recebeu a morte poucos dias depois, em 15 de novembro, por mãos de índios comandados pelo cacique Nheçu e contrários à atuação dos jesuítas.
Afonso Rodrigues, junto com os demais martirizados, foi beatificado pelo papa Pio XI em 28 de janeiro de 1934, e canonizado pelo papa João Paulo II em 16 de maio de 1988. Em Caaró, município de Caibaté, foi erguido um santuário em honra aos jesuítas mártires, centro de uma grande romaria que ocorre todos os anos no terceiro domingo de novembro.